# Гайдучино
Гайду́чино — ботанічний заказник місцевого значення в Україні. Розташований у Красилівській міській громаді Хмельницького району Хмельницької області, на схід від села Слобідка-Красилівська. 
Площа 48 га. Охоронний режим встановлено 1995 року. Перебуває у віданні ДП «Старокостянтинівський лісгосп» (Красилівське л-во, кв. 83, 86). 
Охороняється грабово-вільхове насадження. У деревостані трапляються дуб звичайний, клен гостролистий, клен-явір, серед лісових культур — дуб червоний. Серед типового різнотрав'я багато лікарських видів: дивосил високий, буквиця лікарська, конвалія травнева. Серед раритетного фіторізноманіття трапляються коручка чемерникоподібна, коручка пурпурова, гніздівка звичайна, підсніжник звичайний — види, занесені до Червоної книги України, а також регіонально рідкісна рослина воронець колосистий. 
Має лісоохоронне значення.